# Inter Turku
Football Club International Turku – klub piłkarski z siedzibą w Turku, w Finlandii, założony w 1990 roku, występujący w Veikkausliidze. Jest jednym z dwóch klubów z Turku występujących w Veikkausliidze (obok TPS). Oba zespoły grają swoje mecze na stadionie Veritas Stadion. W sezonie 2008, klub z Turku zdobył pierwsze w swojej historii mistrzostwo Veikkausliigi.

## Osiągnięcia
- Mistrz Finlandii (1): 2008
- Puchar Finlandii (2): 2009, 2018
- Puchar Ligi Fińskiej (2): 2008, 2024

## Historia
W 1990 roku Stefan Håkans założył klub FC Inter Turku. Z początku był to zespół juniorski, który w 1992 roku przekształcono w zespół seniorski.
W 1995 roku Inter wywalczył awans do Veikkausliigi. W tym roku został pobity rekord frekwencji. Mecz derbowy z TPS obejrzało 8,200 widzów.
W 1997 roku klub spadł z 1 ligi, ale po roku nieobecności zespół powrócił do Veikkausliigi.
W 2004 roku Inter skończył rozgrywki na czwartym miejscu, awansując jednocześnie do pucharu Intertoto. Inter dotarł do drugiej rundy pucharu Intertoto, gdzie uległ w dwumeczu z Varteksem Varaždin.
W sezonie ligowym 2008 ekipa z Turku zdobyła mistrzostwo Veikkausliigi

## Rekordy
- Najwięcej rozegranych meczów: Petri Lehtonen, 227 meczów (1993–2002)
- Najwięcej strzelonych goli: Tero Forss, 74 gole (1993–2001)

## Znani piłkarze w historii klubu
- Luciano Álvarez
- Marcel Mahouvé
- Ari Nyman
- Artim Shaqiri
- Joakim Jensen
- Magnus Bahne
- Richard Teberio
- Aristides Pertot
- Patrick Bantamoi

## Dotychczasowi trenerzy
- 1992: Anders Romberg
- 1993–1994: Timo Sinkkonen
- 1995–1997: Hannu Paatelo
- 1997–1998: Tomi Jalo
- 1998: Steven Polack
- 1999–2000: Timo Askolin
- 2001–2002: Pertti Lundell
- 2003–2006: Kari Virtanen
- 2006: René van Eck
- 2007–: Job Dragtsma

## Europejskie puchary
Legenda do wszystkich tabel:
- Q – runda eliminacyjna, 1/16, 1/8, 1/4, 1/2 – odpowiednia faza rozgrywek, Grupa – runda grupowa, 1r gr – pierwsza runda grupowa, 2r gr – druga runda grupowa, F – finał, R – runda, PO – play-off
- k. – rzuty karne, los. – losowanie, Dogr. – dogrywka, w. – zasada bramek strzelonych na wyjeździe

| Sezon   | Rozgrywki               | Runda | Przeciwnik       | Dom            | Wyjazd         | Ogólnie        |
| ------- | ----------------------- | ----- | ---------------- | -------------- | -------------- | -------------- |
| 2005    | Puchar Intertoto        | 1R    | Akraness         | 0–0            | 4–0            | 4–0            |
| 2005    | Puchar Intertoto        | 2R    | NK Varaždin      | 2–2            | 3–4            | 5–6            |
| 2009/10 | Liga Mistrzów           | 2Q    | Sheriff Tyraspol | 0–1            | 0–1            | 0–2            |
| 2010/11 | Liga Europy             | 3Q    | KRC Genk         | 1–5            | 2–3            | 3–8            |
| 2012/13 | Liga Europy             | 2Q    | FC Twente        | 0–5            | 1–1            | 1–6            |
| 2013/14 | Liga Europy             | 1Q    | Víkingur Gøta    | 0–1            | 1–1            | 1–2            |
| 2019/20 | Liga Europy             | 1Q    | Brøndby IF       | 2–0            | 1–4            | 3–4            |
| 2020/21 | Liga Europy             | 1Q    | Budapest Honvéd  | 1–2 (W), Dogr. | 1–2 (W), Dogr. | 1–2 (W), Dogr. |
| 2021/22 | Liga Konferencji Europy | 1Q    | Puskás Akadémia  | 1–1            | 0–2            | 1–3            |
| 2022/23 | Liga Konferencji Europy | 1Q    | KF Drita         | 1–0            | 0–3            | 1–3            |